# Khamaria (Jabalpur)
Khamaria is een census town in het district Jabalpur van de Indiase staat Madhya Pradesh. 

## Demografie
Volgens de Indiase volkstelling van 2001 wonen er 14557 mensen in Khamaria, waarvan 53% mannelijk en 47% vrouwelijk is. De plaats heeft een alfabetiseringsgraad van 82%. 